# American Gun
American Gun és una pel·lícula independent de l'any 2005 dirigida per Aric Avelino i escrita per Steven Bagatourian i Avelino. Ha estat doblada al català.
Va ser el debut com a director d'Avelino. El director va anar a la Universitat Loyola Marymount i va realitzar la pel·lícula al costat de diversos alumnes d'aquesta universitat, incloent al productor Ted Kroeber.
La pel·lícula va trigar dos anys i mig a ser finançada. La idea principal va provenir d'un article de Los Angeles Times. A més, els escriptors van ser influenciats per un amic del districte escolar de Chicago que va relatar històries sobre com els estudiants portaven armes de foc a l'institut, no per usar-les al campus, sinó pels veïns perillosos prop d'on vivien o per on passaven per arribar a les classes. Avelino es va mostrar agraït pels consells de Forest Whitaker (un dels protagonistes i productor executiu) en la direcció. La primera actriu a unir-se al projecte va ser Marcia Gay Harden

## Argument
American Gun se centra en tres històries que tracten sobre l'ús d'armes de foc: el director d'una escola del centre de la ciutat (Whitaker), una mare soltera (Harden) i una excel·lent estudiant (Cardellini) que treballa en l'armeria de la seva família.

## Repartiment
- Marcia Gay Harden: Janet Huttenson
- Forest Whitaker: Carter
- Donald Sutherland: Carl Wilk
- Lisa Long: Sandra Cohen
- Chris Warren Jr.: Marcus
- David Heymann: Producer
- Chris Marquette: David Huttenson
- Amanda Seyfried: Mouse
- Nikki Reed: Tally
- Tony Goldwyn: Frank
- Rex Linn: Earl
- Kevin Phillips: Reggie
- Davenia McFadden: Felicia
- Linda Cardellini: Mary Ann Wilk
- Schuyler Fisk: Cicily
- Michael J. Shannon: Jerry
- Charles Duckworth: Connie
- Todd Tesen: Barry
- Melissa Leo: Louise
- Ali Hillis: Gun Shop Patron
- Garcelle Beauvais: Sarah

## Premis
Premis Independent Spirit (nominacions)
- Millor pel·lícula: Ted Kroeber, productor
- Millor actor: Forest Whitaker
- Millor actriu secundària: Marcia Gay Harden